# Panajotis Kondylis
Panajotis Kondylis (Παναγιώτης Κονδύλης; * 17. August 1943 in Olympia; † 11. Juli 1998 in Athen) war ein griechischer Philosoph und Schriftsteller, der vor allem im deutschsprachigen Bereich Wirkung erzielte.

## Leben
Kondylis studierte zunächst Klassische Philologie und Philosophie in Athen (1963–1967). Nach dem Militärputsch in Griechenland im Jahr 1967 geriet er wegen seiner Befassung mit Marx und Engels in den Verdacht, Marxist zu sein, wurde aber nicht behelligt. Nach Ableistung des Militärdienstes von 1967 bis 1969 ging er 1971 nach Deutschland, wo er Philosophie, Mittlere und Neuere Geschichte sowie Politische Wissenschaft in Frankfurt am Main und Heidelberg studierte. Nachdem er bereits 1971 im Athener Kalvos-Verlag eine Machiavelli-Studie veröffentlichen konnte, wurde Kondylis 1977 in Heidelberg mit einer Studie über Die Entstehung der Dialektik bei Dieter Henrich promoviert, einer Arbeit, die im Zusammenhang von Henrichs Untersuchungen zur Genese des deutschen Idealismus bei Hölderlin, Hegel und Schelling steht. Kondylis übersetzte in den 1970er- und 1980er-Jahren zahlreiche Werke der europäischen Geistesgeschichte ins Griechische, unter anderem „Texte von Marx, Cassirer, Carl Schmitt, Max Horkheimer, Arnold Hauser, Machiavelli“.
1991 wurde ihm die Goethe-Medaille verliehen, und als Empfänger des Humboldt-Forschungspreises war er 1994/95 Fellow des Wissenschaftskollegs Berlin.
Kondylis strebte keine akademische Karriere an; er war vielmehr der Auffassung, dass „die akademische Philosophie tot und begraben ist“, und zog es vor, als Privatgelehrter zu wirken.
Kondylis starb im Alter von knapp 55 Jahren in Athen an den Folgen einer missglückten Routineoperation. Seine Privatbibliothek von etwa 5000 Bänden wurde von der Bibliothek der Aristoteles-Universität Thessaloniki übernommen.

## Werk
Kondylis folgte in seiner Dissertation trotz einiger sachlicher Übernahmen kaum den Positionen Henrichs, sondern argumentierte ausgehend von den Positionen seines nächsten veröffentlichten Werkes, Die Aufklärung im Rahmen des neuzeitlichen Rationalismus (1981), in dem er eine neue Deutung der Aufklärungsepoche gab, die mit besonderem Nachdruck den polemischen Charakter der Philosophie im Allgemeinen und der Aufklärungsphilosophie im Besonderen herausarbeitete. Danach entsteht ein philosophisches Weltbild wie der Aufklärungsrationalismus aus der polemischen Entgegensetzung gegen ein ihm vorausgehendes Weltbild wie in diesem Fall den cartesianischen Rationalismus. Aus dieser Entgegensetzung, und nicht so sehr aus der Logik einer Entwicklung der Sache selbst, lassen sich nach Kondylis alle begrifflichen Grundentscheidungen der Aufklärungsepoche verstehen.
Die umfassende Beherrschung der relevanten Primär- und Sekundärliteratur, verbunden mit wohlkalkulierten Verstößen gegen einige akademische Gepflogenheiten, machte das Aufklärungsbuch zu einem Geheimtipp unter Intellektuellen, unter anderem auch unter Rechtsintellektuellen in der Nachfolge Carl Schmitts (Armin Mohler und andere). Inzwischen gilt das Buch, das wohl meist ohne Kenntnis der philosophischen Standortbestimmung Kondylis’ benutzt wird, als Standard- und Nachschlagewerk. Insbesondere Kondylis’ Differenzierung zwischen dem sensualistischen Rationalismus der Aufklärung und dem intellektualistischen Rationalismus der Descartes-Ära hat sich weithin durchgesetzt.
Wie stark die Anregungen durch den in den früheren Arbeiten nur selten zitierten, aber trotzdem stets präsenten Carl Schmitt waren, geht aus dem dritten Buch hervor, Macht und Entscheidung. Die Herausbildung der Weltbilder und die Wertfrage (1983), in dem Kondylis die allgemeine theoretische Grundlage seiner früheren Veröffentlichungen darlegt. Weltbilder gehen demnach aus bestimmten, von Kondylis nur formal charakterisierten Grundentscheidungen hervor, mit denen zugleich die Grundlinien auf der Karte der semantischen Welt gezogen werden. Kondylis schreibt mit einem weberianischen Pathos der Wertfreiheit und argumentiert zudem dezidiert – und mit Lust an der Provokation – nihilistisch und anti-universalistisch. Das Buch endet mit einigen Sätzen, die als persönliches Bekenntnis des Verfassers verstanden werden müssen: Es gebe zwar keinen Grund, sich nicht umzubringen, aber es sei immerhin interessant, die geistigen Auseinandersetzungen der Vergangenheit und Gegenwart zu verfolgen. Diese – wenn auch nur holzschnittartig vorgetragene – Selbstverortung des Autors, der die philosophische Polemik nicht nur zum Gegenstand seiner Untersuchungen macht, sondern sie auch als Form seines eigenen Denkens und Schreibens praktiziert, unterscheidet ihn von jedem anderen deutschsprachigen Philosophiehistoriker der Nachkriegszeit, mit Ausnahme von Hans Blumenberg.
Kondylis’ nächstes Buch Konservativismus. Geschichtlicher Gehalt und Untergang (1986) ist eine Geschichte des Konservatismus, die gegen die seinerzeit in Deutschland dominierende Theorie von Karl Mannheim geschrieben ist, die den Konservatismus als ein Reaktionsphänomen verstand, das aus der Französischen Revolution hervorgegangen sei. Vielmehr sei der Konservatismus das bereits seit dem Mittelalter existierende Weltbild des Adels, der seine Legitimation aus einer bestimmten Auffassung des Rechts als eines Privilegs bezieht, die mit der völlig andersgearteten egalitären Rechtsauffassung der Moderne unvereinbar ist. Auch diese Neubestimmung des Konservatismusbegriffes ist für zahlreiche neuere Forschungen maßgeblich geworden.
Die neuzeitliche Metaphysikkritik (1990) ist gewissermaßen das Aufklärungsbuch in neuer Gestalt. Deutlicher als dort wird hier, wie stark Kondylis’ sachliche Ausführungen von Ernst Cassirer beeinflusst sind, dessen Wertungen Kondylis zwar nicht übernimmt, dessen inhaltlicher Disposition und Thesen er aber trotzdem bis ins einzelne folgt.
In den 1990er Jahren hat Kondylis sein thematisches Interesse stärker der Gegenwart zugewandt. In dem eher essayistisch gehaltenen Buch Der Niedergang der bürgerlichen Denk- und Lebensformen (1991) konfrontiert er die unvereinbaren Weltbilder des liberalen 19. Jahrhunderts mit dem „postmodernen Weltbild“ des Jahrhunderts der Massendemokratie. Der Diagnose der Gegenwart sind die Aufsätze gewidmet, die in dem Band Planetarische Politik nach dem Kalten Krieg (1992) gesammelt sind. Die Anlehnungen an Carl Schmitt sind in diesem Band wie in dem zweiten Aufsatzband, Das Politische im 20. Jahrhundert. Von den Utopien zur Globalisierung (2001), besonders deutlich.
Kondylis’ letztes Projekt war der Entwurf einer „Sozialontologie“, mit der er eine absolut wertfreie Beschreibung des Phänomens des Sozialen leisten wollte. Er zeigt Kondylis in seiner äußerst belesenen und scharfsinnigen Abfertigung gängiger Großtheorien (Luhmann, Habermas und andere) polemischer denn je. Der erste und anscheinend einzige Band, Grundzüge der Sozialontologie. Band 1: Das Politische und der Mensch. Soziale Beziehung, Verstehen, Rationalität wurde aus dem Nachlass veröffentlicht.
Seit 2020 sind auch die Notate für die geplanten Bände II und III der Sozialontologie von Panajotis Kondylis in der Dissertation von Fotis Dimitriou digital zugänglich. Die dreibändige „Sozialontologie“ sollte für Kondylis sein Opus Magnum werden, doch von den drei Bänden „Grundzüge der Sozialontologie“ konnte er nur den ersten Band (Soziale Beziehung, Verstehen, Rationalität) fertigstellen; für Band II (Gesellschaft als politisches Kollektiv) und III (Identität, Macht, Kultur) liegen für eine Reihe der geplanten Themen die Notate vor. Sie sind eine großartige Fundgrube: Sie geben Einblick in sein methodisches Vorgehen, zeigen die Auseinandersetzung mit den Werken bekannter Autoren (u. a. M. Weber, S. Freud, K. Marx, A. Gehlen, C. Schmitt), machen anschaulich, wie die Verdichtung seiner Themen schrittweise erfolgt und wo es für ihn naheliegt, vorhandene Notizen zu einem Text zu vervollständigen.
Seit seinem Tod scheint es um Kondylis’ Werk ruhiger geworden zu sein. Von seinen Büchern wurden Die Aufklärung im Rahmen des neuzeitlichen Rationalismus, Macht und Entscheidung, Der Niedergang der bürgerlichen Denk- und Lebensform und Konservativismus wieder aufgelegt.

## Bibliografie
- Die Entstehung der Dialektik. Eine Analyse der geistigen Entwicklung von Hölderlin, Schelling und Hegel bis 1802. Stuttgart: Klett-Cotta, 1979, ISBN 3-12-911970-1.
- Die Aufklärung im Rahmen des neuzeitlichen Rationalismus. Stuttgart: Klett-Cotta, 1981, ISBN 3-12-915430-2; Neuausgabe: Hamburg, Felix Meiner, 2002, ISBN 978-3-7873-1613-7.
- Macht und Entscheidung. Die Herausbildung der Weltbilder und die Wertfrage. Stuttgart: Klett-Cotta, 1984, ISBN 3-608-91113-8.
- Artikel Reaktion, Restauration und Würde in: Geschichtliche Grundbegriffe, Historisches Lexikon zur politisch-sozialen Sprache in Deutschland, hrsg. v. Otto Brunner, Werner Conze, Reinhart Koselleck, Stuttgart: Klett-Cotta, 1984, 1992.
- Konservativismus. Geschichtlicher Gehalt und Untergang. Stuttgart: Klett-Cotta, 1986, ISBN 3-608-91428-5; Neuauflage: Berlin, Matthes & Seitz, 2023, ISBN 978-3-7518-0360-1[10]
- Marx und die griechische Antike. Heidelberg: Manutius-Verlag, 1987, ISBN 3-925678-06-9.
- Theorie des Krieges. Clausewitz – Marx – Engels – Lenin. Stuttgart: Klett-Cotta, 1988, ISBN 3-608-91475-7.
- Die neuzeitliche Metaphysikkritik. Stuttgart: Klett-Cotta, 1990, ISBN 3-608-91330-0.
- Der Niedergang der bürgerlichen Denk- und Lebensformen. Die liberale Moderne und die massendemokratische Postmoderne. Weinheim: VCH-Verlagsgesellschaft, 1991, ISBN 3-527-17773-6; Neuausgabe: Berlin, De Gruyter Akademie Forschung, 2010, ISBN 978-3-05-005052-2.
- Der Philosoph und die Lust, Frankfurt: Keip Verlag, 1991, ISBN 3-8051-0510-X.
- Utopie und geschichtliches Handeln. In: Politische Lageanalyse, Festschrift für Hans-Joachim Arndt zum 70. Geburtstag, hrsg. v. Volker Beismann und Markus Josef Klein. Bruchsal: San Casciano Verlag, 1993.
- Nur Intellektuelle behaupten, dass Intellektuelle die Welt besser verstehen als alle anderen. Interview von Marin Terpstra mit Panajotis Kondylis. In: Deutsche Zeitschrift für Philosophie, 42,4 (1994), S. 683–694.
- Planetarische Politik nach dem Kalten Krieg. Berlin: Akademie-Verlag 1992, ISBN 3-05-002363-5.
- Der Philosoph und die Macht, Hamburg: Junius Verlag, 1992, ISBN 3-88506-201-1.
- Montesquieu und der Geist der Gesetze. Berlin: Akademie-Verlag, 1996, ISBN 3-05-002983-8.
- Grundzüge der Sozialontologie. Band 1: Das Politische und der Mensch. Soziale Beziehung, Verstehen, Rationalität. Aus dem Nachlass herausgegeben von Falk Horst. Berlin: Akademie-Verlag, 1999, ISBN 3-05-003113-1.
- Das Politische im 20. Jahrhundert. Von den Utopien zur Globalisierung. Heidelberg: Manutius-Verlag, 2001. (Sammlung von 19 Artikeln aus den 1990er Jahren) ISBN 3-934877-07-9.
- Machtfragen. Ausgewählte Beiträge zu Politik und Gesellschaft. Darmstadt: WBG, 2006. (Enth. versch. Nachdrucke: das Buch Macht und Entscheidung, sechs thematisch zugehörige Artikel und das Interview mit Marin Terpstra). ISBN 978-3-534-19863-4.
- Machiavelli. Berlin: Akademie-Verlag, 2007, ISBN 978-3-05-004046-2
- Der Nachlass von Panajotis Kondylis : die Notate zur Sozialontologie : Band II Gesellschaft als politisches Kollektiv : Band III Identität, Macht, Kultur : aus dem Griechischen übersetzt, mit einer Einleitung und Registern versehen. Dimitriou, Fotis; Schütt, Hans-Peter; Zieliński, Lech (2020) Hochschulschrift (1000173260)[9]

## Sekundärliteratur
- Jeroen Dominicus Josef Buve: Macht und Sein. Metaphysik als Kritik – oder die Grenzen der Kondylischen Skepsis. Diss. Erasmus-Univ. Rotterdam. Leiden/NL 1988 (Nachdruck Cuxhaven, Verlag Junghans, 1991.)
- Eckard Bolsinger: Was ist Dezisionismus? Rekonstruktion eines autonomen Typs politischer Theorie. In: Politische Vierteljahresschrift 39, 1998, 471–502. (Ein Vergleich Carl Schmitt, Hermann Lübbe und Panajotis Kondylis)
- Dietrich Harth: Von Heidelberg nach Athen und zurück. Die philosophischen Reisewege des Panajotis Kondylis. In: IABLIS. Jahrbuch für europäische Prozesse. Nr. 1 (2002).
- Falk Horst (Hrsg.): Panajotis Kondylis – Aufklärer ohne Mission. Aufsätze und Essays. Akademie Verlag, Berlin: 2007, ISBN 978-3-05-004316-6.
- Peter Furth: Über Massendemokratie – Ihre Lage bei Panajotis Kondylis. In: Merkur. Deutsche Zeitschrift für europäisches Denken, Nr. 717, Jg. 63, Heft 2 (Februar 2009)
- Falk Horst (Hrsg.): Panajotis Kondylis und die Metamorphosen der Gesellschaft: Ohne Macht lässt sich nichts machen. Berlin: Duncker & Humblot, 2019, ISBN 978-3-428-15735-8.
- Gisela Horst: Panajotis Kondylis. Leben und Werk – eine Übersicht. Würzburg: Königshausen & Neumann, 2019.
- Alfred Schirlbauer: Was bleibt uns schon anderes übrig? Ein verhaltenes Plädoyer für den Normativismus in Anschluss und Abgrenzung zu Panajotis Kondylis. In: Gaby Herchert/Sascha Löwenstein (Hrsg.): Von der Säkularisierung zur Sakralisierung. Spielarten und Gegenspieler von Vernunft und Moderne, WVB, Berlin, 2011.
- Falk Horst (Hrsg.): Kondylis heute. Anthropologie im Werk von Panajotis Kondylis, Berlin: Duncker & Humblot 2022. ISBN 978-3-428-18691-4.